# Serge Fournel
 (novembre 2011).
Si vous disposez d'ouvrages ou d'articles de référence ou si vous connaissez des sites web de qualité traitant du thème abordé ici, merci de compléter l'article en donnant les références utiles à sa vérifiabilité et en les liant à la section « Notes et références ».
Pour les articles homonymes, voir Fournel.

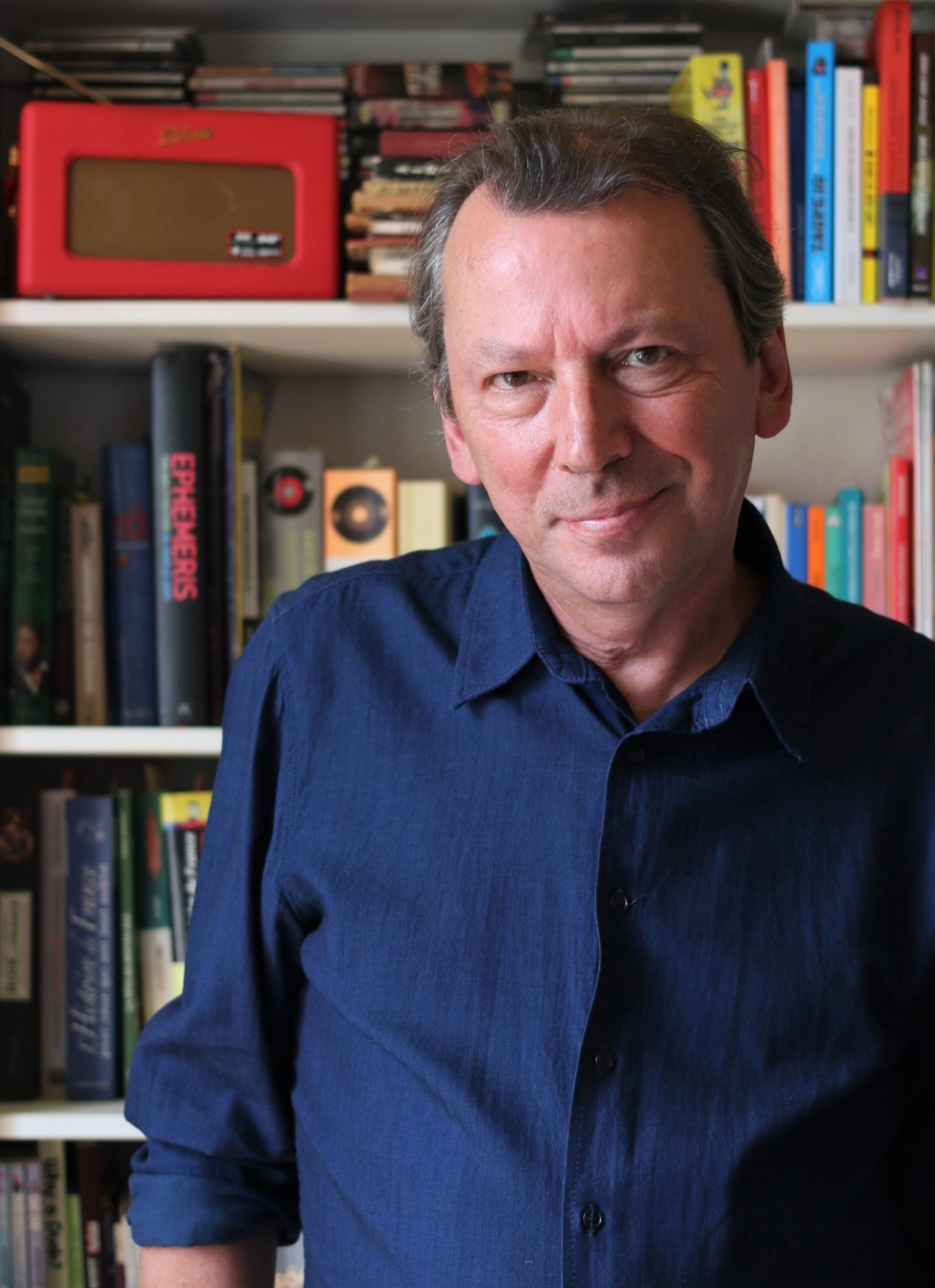
Serge Fournel

Serge Fournel est un animateur et réalisateur de radio né le 6 février 1960 à Rennes. Il écrit, anime et réalise de 2010 à 2022 une chronique quotidienne sur le réseau France Bleu avec les Ateliers de Création de Radio France.

## Carrière
Né le 6 février 1960 à Rennes, Serge Fournel est le fils du poète et metteur en scène Gilles Fournel. Il entre à Radio France en 1984, où il travaille dans les stations locales de Rennes, Avignon et Montpellier, comme animateur et auteur de chroniques humoristiques. Il dirige les programmes de la station de Tours, avant de rejoindre France Inter. Chroniqueur quotidien dans l'émission de Claude Villers "Tous aux Abris!", il est ensuite producteur délégué de "Curriculum Vite Fait!", rendez-vous d'humour avec des invités politiques, en direct et en public le dimanche matin, durant deux ans. Il a également collaboré à RTL durant six ans, notamment comme réalisateur. Depuis 2023, il se consacre à l'écriture de chansons et à la musique.

## Émissions
- 2021 - 2022 : On apprend tous les Jours sur France Bleu
- 2020 - 2021 : La Story du Jour sur France Bleu
- 2014 - 2020 : L'éphéméride sur France Bleu[2]
- 2013 - 2014 : Les Beaux Jours (saison 4) sur France Bleu[3]
- 2012 - 2013 : Les Beaux Jours (saison 3) sur France Bleu[3]
- 2011 - 2012 : Les Beaux Jours (saison 2) sur France Bleu[3]
- 2010 - 2011 : Les Beaux Jours (saison 1) sur France Bleu[3]
- 2007 - 2009 : Passez-moi l'Expression! sur France Bleu
- 1997 - 1999 : Curriculum Vite Fait![4] sur France Inter, avec François Rollin, Gérald Sibleyras, Jean Dell, Valoris DEDIEU puis Nathalie Benoy
- 1997 - 1999 : Fais-moi du Cosmos, chérie et Les Abracadabranques sur France Inter
- 1996 - 1997 : Tous aux Abris! de Claude Villers sur France Inter (chroniqueur-humoriste)

## Internet
Il est le créateur du podcast Oh La Radio!
Vainqueur de l'European Podcast Award 2011 pour la France (catégorie personnalités).